# Седьмой флот ВМС США

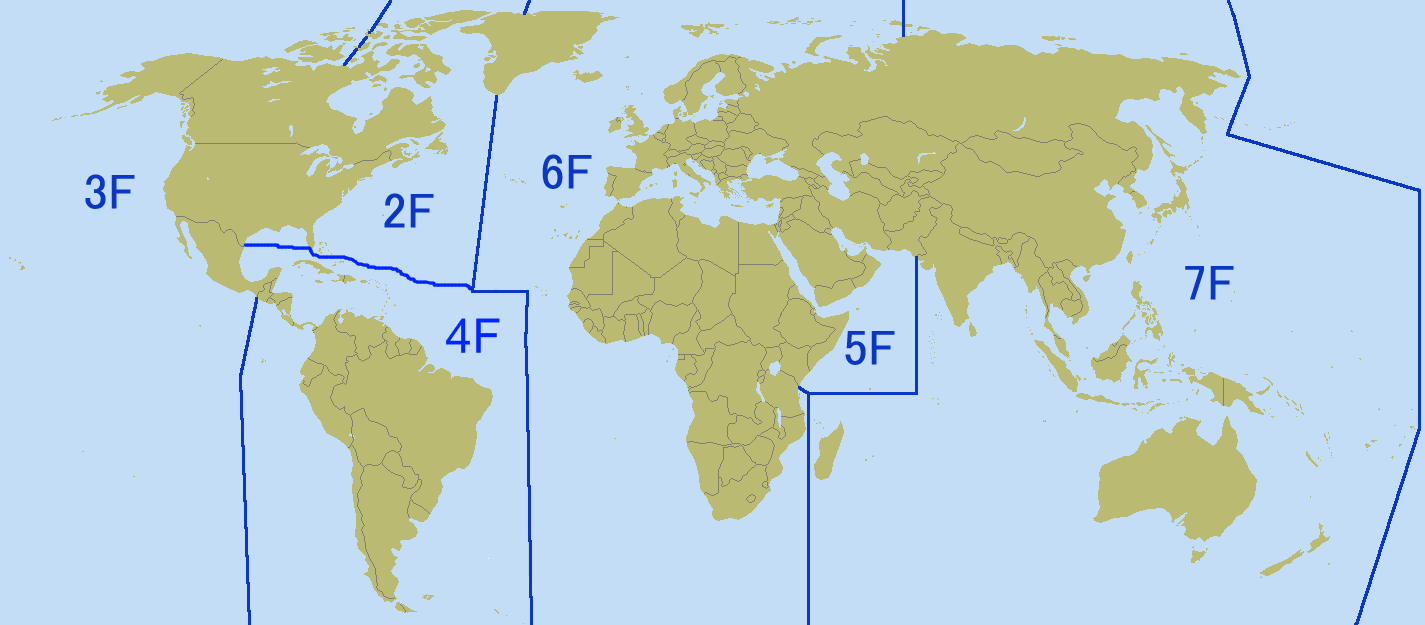
Зоны ответственности флотов США

Седьмой флот (англ. United States Seventh Fleet) — оперативный флот ВМС США, в зону ответственности которой входит западная часть Тихого океана и восточная часть Индийского океана. Выступает в качестве передового компонента Тихоокеанского командования ВМС США.

## История
Флот существует с 15 марта 1943 года.
После окончания Второй мировой войны в сентябре 1945 года началось переформирование военно-морских сил США, в ходе которой 1 января 1947 года соединение получило название Naval Forces Western Pacific.
19 августа 1949 года соединение было переформировано в 7-й флот США (United States Seventh Task Fleet), а 11 февраля 1950 года получило своё современное наименование.
Командующий (с августа 2017) — вице-адмирал Филипп Сойер (англ. Phillip G. Sawyer).
Командующий (с сентября 2019) — вице-адмирал Уильям Мерц(William R. Merz).
Командующий (с января 2023) — контр-адмирал Альфред Качер.

## Действующий состав флота
За исключением штаба, отделов обеспечения и флагманского корабля, Седьмой оперативный флот постоянного состава не имеет. Силы и средства выделяются в его состав приказом Оперативного штаба ВМС по мере необходимости. Тем не менее, кроме сил, находящихся в регионе на ротационной основе, 21 корабль флота (включая авианосец CVN-73 George Washington) постоянно расположен на базах США в Японии и на Гуаме.
На 2007 г. Седьмой флот был самым крупным объединением передового базирования. Включал в свой состав 50-60 кораблей различных типов, 350 самолётов, а также 60 000 военных моряков и морских пехотинцев.

### Атомный авианосец
- CVN-73 Джордж Вашингтон

#### Крейсера УРО
- CG-67 Shiloh
- CG-63 Cowpens

#### Эсминцы УРО
- DDG-54 Кёртис Уилбер
- DDG-56 Джон С. Маккейн
- DDG-62 Фицджеральд
- DDG-63 Стетем
- DDG-82 Lassen
- DDG-85 Маккэмпбелл
- DDG-89 Мастин

#### Штабной корабль
- LCC/JCC-19 Блю Ридж

### Сасэбо, (Япония)
Десантные корабли:
- USS Эссекс (LHD-2)
- USS Денвер (LPD-9)
- USS Harpers Ferry (LSD-49)
- USS Tortuga (LSD-46)

Тральщики:
- USS Гардиан (MCM-5)
- USS Пэтриот (MCM-7)

Спасательное судно:
- USS Safeguard (ARS-50)

### Апра(Гуам)
Атомные ПЛ:
- SSN-705 Сити оф Корпус Кристи
- SSN-713 Хьюстон
- SSN-715 Баффало